# Ägidius Lickl
Ägidius Lickl   (Viena, 1 de setembre de 1803 - Trieste, 22 de juliol de 1864), nom complet Ägidius Ferdinand Karl Lickl, fou un autor de música instrumental i vocal.
Era fill del músic Johann Georg Lickl i germà del també músic Carl Georg Lickl. Va rebre lliçons de música del seu pare. Lickl va aprendre teoria del piano, violí, guitarra i música. Des del 1831 va viure com a professor de música i director d'orquestra. a Trieste.
Va compondre l'òpera La disfida di Berletta que es va representar el febrer de 1848 a Trieste, i altres obres com El triomf del cristianisme, oratori, 1855; Música d'església; Música per a piano, etc. El treball escolar: 24 Etudes, op.12; Guitarra i música de cambra.